# Phantom Dust
Phantom Dust (ファントムダスト)é um videojogo em terceira pessoa para o console Xbox. Foi criado pela Microsoft Game Studios Tokyo e Yukio Futatsugi e licenciado para lançar nos EUA pela Majesco.  Phantom Dust é um jogo similar aos jogos de cartas, com elementos de ação e estratégia, no qual o jogador adquire várias "skills" (acima de 300) e faz missões para tentar descobrir o por que a Terra está naquela situação. Os jogadores podem construir "arsenals", que é similar a um deck de cartas e então usa-las para batalhar contra outros jogadores. O jogo incorpora elementos de ação e estatégia num jogo que requer raciocínio rápido e habilidades reflexivas.
O jogo suporta Xbox Live. E foi lançado com um preço inicial de $ 19.99 e permanece um jogo culto.
Desde Abril de 2007, Phantom Dust é compativel com o Xbox 360, e em 16 de maio de 2017, ficou disponível gratuitamente para Windows 10 e Xbox One.

## História (Spoilers)
A história começa com um grupo de humanos lutando até chegar num local onde contém duas cápsulas, que estão numa estrutura que parece um arco sobre um enorme buraco. Um narrador descreve o estado do planeta: A Terra está destruída, e seus habitantes sofrendo de amnésia, vivendo embaixo da terra para escapar dos monstros e da misteriosa poeira que cobre a superfície. Os Espers, um grupo de humanos com a habilidade de controlar a poeira para criar uma variedade de poderes, vão para a superfície em busca da "Ruína"("Ruins"), uma memória presa nas mentes de todos que vivem no subterrâneo.
Dois homens são removidos das cápsulas. Um deles é o protagonista (Você pode escolher um dos vários nomes para ele depois), quem o jogador controla pelo jogo. O outro é Edgar, encontrado com um medalhão que contém uma foto de uma mulher. Eles descobrem que são Espers e se juntam pela procura da Ruins na esperança de descobrirem quem realmente são.
A mulher no medalhão, Freia, é uma Esper independente que tenta parar o protagonista de retornar a superfície. Edgar, sentindo uma conexão com ela, eventualmente deixa o resto do grupo e se une a Freia. Quando o protagonista se encontra com Edgar novamente, Edgar diz que o protagonista traiu-o antes de suas memórias serem perdidas. Depois de uma particular batalha contra Freia, o protagonista recebe uma especial
"memory box" (um dispositivo com capacidade de gravar imagens e sons).
A partir da "memory box", se torna aparente que Edgar era um astronauta que foi enviado a um buraco negro bem longe do planeta Terra. Quando este retorna, Edgar descobre que, graças a sua viagem em velocidades relativísticas, 3 dias que ele passou em sua nave se transformaram em mais de 10.000 anos no planeta Terra. Nesse tempo, a humanidade destruiu a si mesma, acabando com a civilização que Edgar conhecia e cobrindo a superfície com uma misteriosa poeira. Sozinho com os seus pensamentos, Edgar descobre que pode controlar a poeira até um certo nível, e começa a reconstruir a civilização a partir das cinzas com os seus novos poderes. Eventualmente, ele é capaz de criar Freia, sua namorada na época que ele foi para o espaço, e então criou o protagonista, que tinha sido o seu melhor amigo.
O resto do mundo foi recriado logo depois.
Depois de verem o vídeo da "memory box", várias ilusões que Edgar havia criado, não tiveram vontade de existir e desapareceram; a "memory box"
foi escondida pelo medo da mesma coisa acontecer com os outros.
Outra "memory box" revela que Edgar sem saber colocou as imagens das "Ruins"(o último lugar que ele esteve com Freia antes de ir para o espaço.)
nas mentes das ilusões que ele havia criado, e soltou uma onda massiva de energia que destruiu uma grande parte da superfície e apagou quase todas as memorias, exceto as da "Ruins".
Depois que o protagonista luta uma última batalha contra Freia, ela entrega uma importante "memory box" que ela encontrou na nave de Edgar.
É revelado que após um tempo Edgar ficou desiludido e repreendido com o estado do planeta e das ilusões que ele havia criado, decidindo destruir tudo e todos incluindo a si mesmo. Freia não foi capaz de parar seu atentado suicida. O protagonista chegou para para-lo, com ele e Edgar atacando com um forte golpe psíquico, criando uma enorme cratera e deixando os dois em estado de coma. Freia os instalou em cápsulas para deixa-los vivos.
Freia revela o que ela sabe sobre a verdade das criações dela e do protagonista, mas de alguma forma os dois deles não desaparecem. Infelizmente,
Freia acredita que Edgar não tem mais uso para ela e a abandonou. O protagonista fica paralisado enquanto Freia desaparece diante de seus olhos.
Ao finalmente derrotar Edgar, e novas copias de Freia e do protagonista, o jogador descobre que, 3537 dias (quase 10 anos) desde seu retorno a
Terra, o corpo humano de Edgar não conseguiu processar a poeira e eventualmente, seu corpo começou a falhar. Antes de morrer, Edgar criou uma cópia dele mesmo, para manter e restaurar o mundo depois de sua morte. Humanos estão extintos na Terra, e só as ilusões que o último humano da Terra criou seguiram sua tradição. No entanto, desconhecido ao Edgar original, sua cópia era defeituosa e terminou sendo uma sombra pessimista dele mesmo, destruindo ao invés de reconstruir o mundo. Após descobrir a verdade sobre o Edgar original, a cópia de Edgar é também incapaz de manter sua vontade de existir e desaperece em poeira.
O protagonista enterra o Edgar original em sua nave, junto com a última "memory box". O final mostra ele andando pelo deserto depois de aparentemente ter restaurado o planeta, como a cópia de Edgar deveria ter feito. No entanto, no final, as pegadas do protagonista na areia somem, com ele em lugar nenhum.

## Jogabilidade
Existem 4 aspectos de jogabilidade em Phantom Dust:interação, construção de arsenal, missões que podem ser adquiridas na cidade subterrânea, e combate em várias arenas na superfície do planeta
Dentro da cidade subterrânea, o jogador pode interagir com outros personagems não jogáveis para descobrir novas missões, comprar mais
"skills", arranjar e alterar seus "Arsenals", e rever "memory boxes" descobertas durante as explorações. Quando um jogador aceita uma missão, eles podem ter a oportunidade para levar um segundo NPC amigável para a batalha, mas muitas vezes, uma missão requer um NPC específico.
Numa missão, o jogador e sua companhia são postos em um campo com até 2 inimigos e a batalha começa. Cada participante geralmente começa com
20 pontos de vida, mas isso pode variar para inimigos mais fracos e chefes mais fortes. Devido a natureza da poeira que cobre o campo, cada partida é limitada para 15 minutos, entretanto, se todos os inimigos forem derrotados, ou os pontos de vida do jogador chegam até 0, ou outras condições especiais são feitas, a partida pode acabar mais cedo.
Cada participante vai começar com 4 "skills" randomizadas selecionada do arsenal, e três orbs perto do ponto de renasçer representando
"skills" randomizadas com sua cor representando o tipo da habilidade, vermelho para "skills" de ataque, azul para "skills" defensivas, branco para as Auras Particles, e várias outras. O jogador pode desbobrir qual é a "skill" se passar por cima dela, e subsequentemente pode pega-lá
pressionando um dos 4 botões coloridos (X,Y,B,A) no controle do Xbox para associa-lá ao botão; qualquer "skill" previamente existindo naquele espaço é removida e perdida pelo resto da partida. Depois de um tempo, uma nova "skill" vai tomar o lugar da que foi pega no ponto de renasçer.
"Skills" tipicamente requerem 1 ou mais Aura Particles para ativar. O jogador começa com o número mínimo de aura, mas pode aumentar sua capacidade máxima pegando e usando-a do seu ponto de renasçer. Quando uma "skill" é usada, a aura é temporariamente sugada do jogador mas vai recuperar até
chegar a sua capacidade máxima. As "Skills" tem 5 escolas descrevendo o tipo de dano ou efeito que causam, a quantidade de dano que causam ou protegem. Existem 6 tipos de "skills" desponíveis no jogo:
- "Skills" de ataque performam dano direto contra um oponente. Essas "skills" tem um valor de força (STR) de 1 a 10 ou X, a distância, e uma trajetória ou tipo de ataque (como tiros diretos, caindo do céu, atacando como um arco, ou como uma espada). Ataques não tem acerto garantido; se o oponente se esconde atrás de uma proteção apropriada, usa uma "skill" defensiva, sai do alcance do ataque, ou simplesmente sai de seu caminho, o ataque não irá acertar.

- "Skills" defensivas protegem o jogador por certos meios, as vezes limitados para ataques de "skills" de classes específicas.
- "Skills" de status podem alterar as estatísticas de jogadores, como aumentando ou diminuindo o poder de ataque.
- "Skills" que apagam podem remover "skills" carregadas de outros jogadores, ou de seus pontos de renasçer.

E outras.

## Música
| Título no jogo                          | Título Original |
| --------------------------------------- | --- |
| 01 Phantom Dust [Title]                 | ? |
| 02 May 18th, 1976 [Highway]             | ? |
| 03 February 29th, 2xx1 [Strange City]   | ? |
| 04 August 31st, 1982 [Palace]           | Le Quattro Stagioni Op.8 No.1 "La Primavera" Allegro by Antonio Lucio Vivaldi & Minuet in A major (from String Quintet No.11, G.308) by Luigi Boccherini |
| 05 March 9th, 1991 [Panorama]           | ? |
| 06 October 10th, 1986 [Lane]            | Kagome Kagome |
| 07 July 20th, 1975 [Plant]              | ? |
| 08 June 6th, 1666 [Sein]                | ? |
| 09 Your Choice [Option]                 | ? |
| 10 Face to Face [War Mode]              | ? |
| 11 Plastic People [Vision Headquarters] | Piano Sonata No. 14 (Beethoven) |
| 12 Arsenal [Arsenal]                    | "Invention No. 13 in A minor" by Johann Sebastian Bach                                                                                                   |
| 13 Memories [Box of Memories]           | Trois Nocturnes No. 1. Op.9 by Frederic Francois Chopin                                                                                                  |
| 14 Mac's Shop [Mac's Shop]              | Russian Folks Song "Toroika" |
| 15 Club Baroness ~Goodbye~ [Bar]        | Habanera (aria) |
| 16 Strange Apparitions [Boss 1]         | ? |
| 17 Hallucinations [Boss 2]              | ? |
| 18 Dream [Last Boss 1]                  | ? |
| 19 Untitled [Last Boss 2] (Unused)      | ? |
| 20 Wanderers [Main Floor]               | Greensleeves & Rêverie & Polovtsian Dances & Scarborough Fair & Sakura Sakura                                                                            |
| 21 All These World [Advertise Demo]     | ? |
| 22 Yes I'm Lonely                       | "Yes, I'm Lonely" by Vincent Gallo |